# Roock
Roock is een Nederlands bier van hoge gisting.
Het bier wordt gebrouwen in opdracht van de Stichting Noord-Hollandse Alternatieve Bierbrouwers (SNAB) te Purmerend in De Proefbrouwerij te Hijfte, België.
Het is een donkerbruin bier, type Smoked Porter met een alcoholpercentage van 6,5% (15,4° Plato). Het werd de eerste maal gebrouwen in januari 2012 ter gelegenheid van het twintigjarig bestaan van SNAB.